# Claypole
Claypole è una città argentina del partido di Almirante Brown, nella provincia di Buenos Aires. La località è situata circa 26 km a sud da Buenos Aires

## Storia
I terreni su cui sorge Claypole furono acquistati da una congrega di frati francescani per stabilirne una fattoria, al fine di garantire produzione per il loro convento, situato a Buenos Aires. Fu successivamente acquistata dalla famiglia Obligado e nel 1876 Julia Obligado, moglie di Pedro Claypole, donò parte dei terreni alla compagnia Ferrocarril del Sud al fine di realizzare una stazione ferroviaria. Questa fu attivata nel 1984, prendendo il nome di Pedro Claypole, e attorno ad essa sorse l'insediamento.
La prima scuola, Ejército de los Andes, fu inaugurata nel 1906, seguita dalla Don Orione nel 1935

## Infrastrutture e trasporti

### Strade
La principale via d'accesso alla città è la strada provinciale 4.

### Ferrovie
Claypole è servita da una propria stazione ferroviaria lungo la linea suburbana Roca, che unisce la capitale argentina con le località del sud e dell'est della sua conurbazione.

## Sport
La principale società calcistica locale è il Club Atlético Claypole che milita nella Primera D, quinta ed ultima categoria del calcio argentino.